# Драгутин Шахович
Драгутин Шахович (серб. Драгутин Шаховић, 8 серпня 1940, Кралево - 12 листопада 2005, Белграді) – сербський шахіст, гросмейстер від 1978 року.

## Шахова кар'єра
1980 року виступив на командному чемпіонаті Європи у Скарі, де югославські посіли 4-те місце. Упродовж своєї кар'єри виступив на великій кількості турнірів, принаймні 100 з яких виграв чи поділив 1-ше місце, зокрема, в таких містах як: Варна (1975, I-II), Біль (1976, відкритий турнір, разом з Радованом Говедарицею), Лоун Пайн (1977, разом з Юрієм Балашовим, Оскаром Панно i Ноною Гапріндашвілі), Ниш (1977, I-II), Сомбор (1978), Трстеник (1978, I-II), Дубна (1979, разом з Ігорем Зайцевим, Юрієм Разуваєвим i Олексієм Суетіним), Кладово (1980, разом з Геннадієм Кузьміним), Цюрих (1981, I-III), Врнячка-Баня (1984, разом з Живославом Ніколичем), Монпельє (1988, разом зі Златко Кларичем i Радославом Шомичем), Белград (1993, разом з Маротом Макаровим, Андрієм Зонтахом i Гораном Арсовичем).
Найвищий рейтинг у кар'єрі мав 1 січня 1979 року, досягнувши 2520 пунктів ділив тоді 66-71-ше місце в світовій класифікації ФІДЕ, водночас посідав 5-те місце серед югославських шахістів.